# Mercamadrid

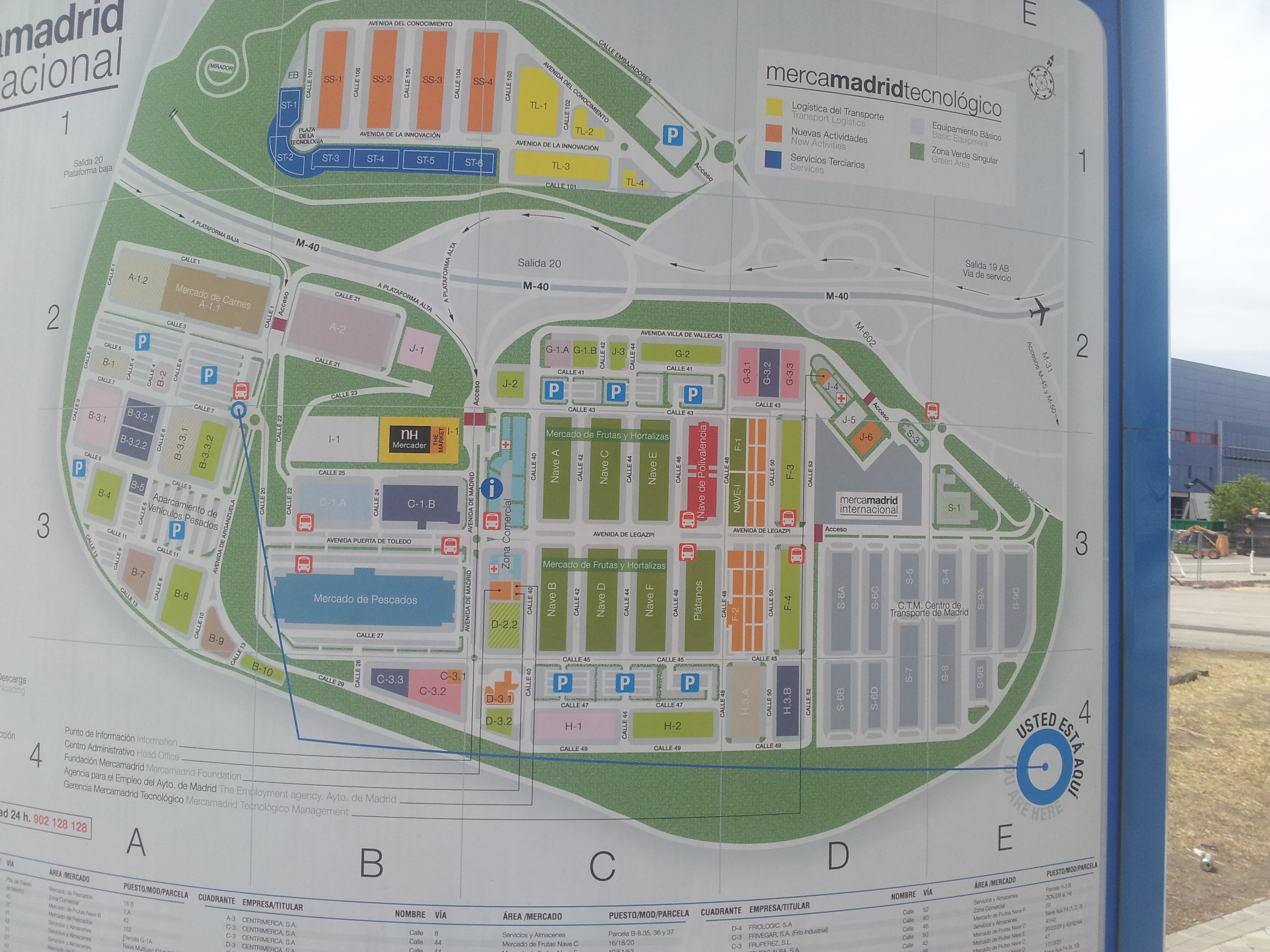
Plan över Mercamadrid.

Mercamadrid är en marknad i Madrid för distribution, försäljning, förädling och logistik av färskvaror. Den invigdes 1982 och är den viktigaste grossistmarknaden i Spanien. Den drivs av det halvstatliga aktiebolaget Mercamadrid.

## Verksamheter och betydelse

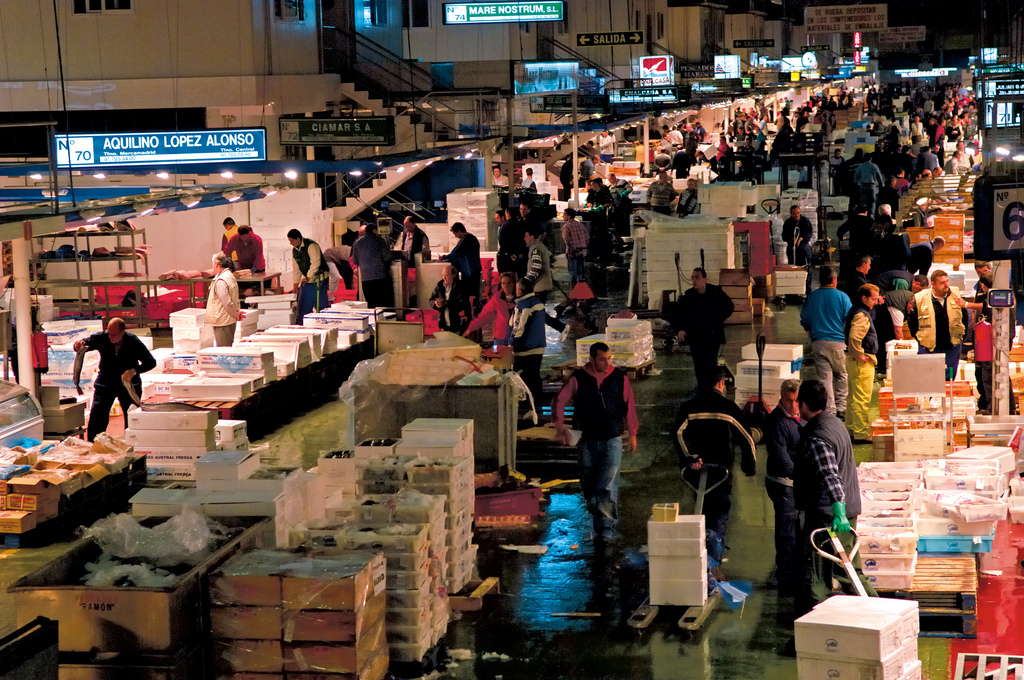
Interiör av Mercamadrid.

Mercamadrid är den största marknaden för distribution av livsmedel i Spanien. Den förser de 54 viktigaste livsmedelsmarknaderna fördelade runt om i staden, likaså de stora, medelstora och små kedjorna av supermercados. Hit vänder sig även grossister från sju autonoma regioner som Castilla-Leon, Castilla la Mancha, Extremadura, Andalusien, Murcia, Kantabrien, Galicien och även grannlandet Portugal. Mercamadrid är den näst största marknaden i världen för köp och försäljning av fisk och skaldjur, efter Tokyo.
I området finns även hotell Mercader och CTM (Centro de Transportes) som är ett kontorskomplex.

## Yta
Anläggningen upptar 222 hektar och rymmer 800 företag för försäljning av färskvaror och företag för allmän service. I området rör sig dagligen omkring 15 000 fordon och 25 000 personer. Mercamadrid försörjer 12 miljoner konsumenter inom en radie av 500 kilometer.